# La Madelon (film, 1955)
Pour les articles homonymes, voir Madelon.
Pour plus de détails, voir Fiche technique et Distribution.
La Madelon est un film français de comédie réalisé par Jean Boyer, sorti en 1955.
Le film est inspiré par la célèbre chanson Quand Madelon... de Louis Bousquet et Camille Robert, créée par le chanteur Bach (Charles-Joseph Pasquier), le 19 mars 1914, au café-concert l'Eldorado, à Paris.

## Synopsis
Au cours de la Première Guerre mondiale, Madeleine, la fille du patron, serveuse dans le café est surnommée La Madelon par les poilus en permission. Les soldats sont subjugués par son charme coquin et raffolent de l'entendre entonner une chanson reprise en cœur, la fameuse Madelon devenu par la suite une sorte d'hymne des militaires. Madeleine doit repousser les avances parfois trop pressantes de son public endiablé, mais ce n'est pas une fille à se laisser faire.

## Fiche technique
- Titre : La Madelon
- Réalisation : Jean Boyer
- Scénario original de Jacques Robert, d'après la chanson Quand Madelon... de Louis Bousquet et Camille Robert
- Adaptation : Jean Boyer, Serge Veber
- Dialogue : Marc-Gilbert Sauvajon
- Assistant à la mise en scène : Jean Bastia
- Photographie : Charles Suin
- Opérateur : Marcel Franchi
- Direction musicale de Louis Gasté
- Orchestre dirigé par Pierre Guillermin
- Architecte décorateur : Robert Giordani
- Décors : Jean Mandaroux
- Montage : Fanchette Mazin
- Costumes : Mireille Leydet
- Costumier : Jean Zay
- Script-girl : Cécilia Malbois
- Son : René Forget
- Régisseur général : René Noël
- Ensemblier : Georges Kougoucheff
- Maquillage : J.J Chanteau
- Coiffeuse : Jacky Chanteau
- Photographe de plateau : Robert Joffre
- Accessoiriste : Charpeaux
- Studio : Franstudio
- Tirage : Laboratoire G.T.C. à Joinville
- Sociétés de production : Filmsonor, Films Ariane, Gallus Films, Cinétel
- Producteur délégué : Francis Cosne
- Administrateur : Francis Rigaud, Jean Tachard
- Pays :  France
- Format : Noir et blanc - 35 mm - Son mono
- Genre : Comédie
- Durée : 79 min.
- Première présentation :
  - France - 2 décembre 1955
- Visa d'exploitation : 16.500
- Affiche : Jean Mascii (France)

## Distribution
- Line Renaud : Madeleine, Jeanne Thullier, dite "La Madelon"
- Jean Richard : Antoine Pichot, le prétendant éconduit
- Roger Pierre : le caporal Georges Beauguitte, l'amoureux de "La Madelon"
- Jean Carmet : le soldat Mathieu
- Georges Chamarat : Auguste Thullier, père de "La Madelon" et patron du cabaret "Le Tourlourou"
- Gilbert Gil : un commandant d'aviation chez Maxim's
- Robert Dalban : l'adjudant La Tringle
- Jacques Dynam : le portier de chez Maxim's
- Noël Roquevert : le commandant Martin
- Jean Martinelli : le colonel de Saint-Marc, châtelain et maire de Ganchery
- Michèle Monty : Juliette, la fille du facteur, amoureuse d'Antoine
- Emile Genevois : le soldat Alfred
- Edmond Cheni : le gendarme qui arrête Antoine
- Michel Flamme : un capitaine d'aviation chez Maxim's
- Jacques Hilling : le soldat qui dort dans la cabane
- Daniel Ceccaldi : un militaire chez Maxim's
- Georges Baconnet : M. Pichot, le père d'Antoine et adjoint au maire
- Robert Rollis:  Julot, le soldat de Belleville et anarchiste
- Guy Pierrault : un soldat "chasseur alpin" qui entonne la chanson Juliette
- Jacques Muller : un autre "chasseur alpin"
- Charles Lemontier : l'aumonier
- Luc Andrieux : un adjudant
- Max Amyl : un capitaine
- René Hell : un habitué du bistrot
- Jacques Mancier : un commandant
- Albert Michel : Isidore, le paysan qui prête sa cariolle à "La Madelon"
- Pierre Larquey : le curé du village
- Robert Lombard : un sergent de l'état-major
- Jacques Eyser : le colonel Marois de La Chapelle
- Jo Warfield : Sam, un officier américain
- Robert Blome : le caporal patrouilleur belge
- Jacques Marin : le soldat qui réveille celui qui dormait
- Jack Ary : un blessé qui assiste au gala
- André Dalibert : un blessé qui assiste au gala
- Georges Demas : un soldat qui assiste au gala
- Robert Destain : l'homme qui déclame une tirade du "Cid" au gala
- Jess Hahn : le général Gibson
- André Valmy : le capitaine Van Meulen
- Odette Barencey : Mme Thullier, la femme d'Auguste et mère de "La Madelon"
- Patrick Dewaere : le jeune Dédé qui porte les pigeons voyageurs
- Edmond Ardisson : un infirmier à l'hôpital militaire
- Peter Walker : un soldat américain
- Nicole Jonesco : la fleuriste devant chez Maxim's
- Jean Bayle
- Yvonne Dany
- Guy Saint-Clair
- Georges Tat